# Gudmund Gudmundsson
Gudmund Gudmundsson var en svensk borgmästare.

## Biografi
Gudmund Gudmundsson var borgmästare vid Linköpings rådhusrätt i 20 år. Han var även häradshövding och arrenderade Kinds härad och Ydre härad från 1631 till 1639.

### Familj
Gudmund Gudmundsson var gift med Brita Pedersdotter Skute. Hon var dotter till borgmästaren Peder Eriksson (tre snäckor) och Carin Olofsdotter. De fick tillsammans sonen kaptenen Peter Skutenberg (1613–1670) vid Östgöta infanteriregemente och Brita Gudmundsdotter Skute (1623–1666) som var gift med ingenjören Anders Olofsson Berg i Kalmar.